# Карл Пиърсън
Карл Пиърсън (27 март 1857 – 27 април 1936) е английски математик и биостатистик. Приписва му се създаването на дисциплината математическа статистика. Той основава първия в света университетски статистически отдел в Университетски колеж Лондон през 1911 г. и допринася значително за областта на биометрията и метеорологията. Пиърсън е протеже и биограф на сър Франсис Галтън. Той редактира и завършва както „Здравия разум на точните науки“ (Common Sense of the Exact Sciences) на Уилям Кингдън Клифърд (1885), така и „Историята на теорията на еластичността“ том 1 (1886 – 1893) и том 2 (1893), (History of the Theory of Elasticity, Vol. 1 and 2) на Исак Тодхънтър, след смъртта им.
Пиърсън е роден в Ислингтън, Лондон в семейство на квакери. Баща му е Уилям Пиърсън, а майка му – Фани (по баща Смит), има брат и сестра – Артър и Ейми. Пиърсън посещава University College School, след което King's College, Cambridge през 1876 г., за да учи математика, завършвайки през 1879 г. След това пътува до Германия, за да учи физика в университета в Хайделберг при Г. Х. Куинке и метафизика при Куно Фишер. Посещава и Берлинския университет, където присъства на лекциите на физиолога Емил дю Боа-Реймон за дарвинизма (Емил е брат на математика Пол дю Боа-Реймон). Пиърсън също изучава римско право, преподавано от Брунс и Момзен, средновековна немска литература и немска литература от 16-ти век и социализъм. Той става опитен историк и германист и прекарва голяма част от 1880-те години в Берлин, Хайделберг, Виена, Ленцкирх и Брикслег. Пише по теми като Страстите на Исус, религия, Гьоте, Вертер, както и теми, свързани със секса, и е основател на Клуба на мъжете и жените (Men and Women's Club).
На Пиърсън е предложен пост по германистика в Кингс Колидж, Кеймбридж. Сравнявайки студентите от Кеймбридж с тези, които познава от Германия, Пиърсън намира немските студенти за неатлетични и слаби. Той пише на майка си: „Преди мислех, че леката атлетика и спортът са надценени в Кеймбридж, но сега мисля, че не могат да не бъдат високо ценени.“
След завръщането си в Англия през 1880 г. Пиърсън за първи път посещава Кеймбридж.
В първата си книга, The New Werther, Пиърсън дава ясна индикация защо е изучавал толкова много различни предмети:
| „ | От науката се устремявам към философията, от философията – към нашите стари приятели поетите, а после, преуморен от твърде много идеализъм, си въобразявам, че съм практичен, когато се връщам към науката. Опитвали ли сте се някога да си представите всичко, което си струва да се знае на света – че няма нито един предмет във Вселената, който да не заслужава изследване? Гигантите на литературата, тайните на многоизмерното пространство, опитите на Болцман и Крукс да проникнат в самата лаборатория на природата, Кантовата теория за вселената и най-новите открития в ембриологията с техните прекрасни разкази за развитието на живота - каква необятност, която не можем да проумеем! [...] Човечеството изглежда на прага на ново и славно откритие. Това, което Нютон направи, за да опрости движенията на планетите, сега трябва да се направи, за да се обединят в едно цяло различните изолирани теории на математическата физика. | “ |

След това Пиърсън се завръща в Лондон, за да учи право, подражавайки на баща си:
| „ | След като пристигнах в Лондон, започнах да чета в кантората на Линкълн'с Ин, съставях фактури за покупко-продажба и бях призован в адвокатската колегия, но разнообразявах юридическите си занимания с лекции за топлината в Барнс, за Мартин Лутер в Хампстед и за Ласал и Маркс в неделя в революционните клубове около Сохо[10]. | “ |

Следващият му ход в кариерата е в Inner Temple, където чете право до 1881 г. (въпреки че никога не го е практикувал). След това се връща към математиката, замествайки професора по математика в Кралския колеж в Лондон през 1881 г. и професора в Университетски колеж Лондон през 1883 г. През 1884 г. е назначен в Голдсмидската катедра по приложна математика и механика в Университетски колеж Лондон. Пиърсън става редактор на Common Sense of the Exact Sciences (1885), когато Уилям Кингдън Клифърд умира. През 1891 г. също е назначен за професор по геометрия в Gresham College ; тук той се среща с Уолтър Франк Рафаел Уелдън, зоолог, който има някои интересни проблеми, изискващи количествени решения. Сътрудничеството в областта на биометрията и еволюционната теория е плодотворно и продължава до смъртта на Уелдън през 1906 г. Уелдън запознава Пиърсън с братовчеда на Чарлз Дарвин Франсис Галтън, който се интересува от аспекти на еволюцията като наследственост и евгеника . Пиърсън става протеже на Галтън, понякога до ръба на преклонението . 
След смъртта на Галтън през 1911 г., Пиърсън се заема с изготвянето на неговата биография - тритомна книга с разказ, писма, родословия, коментари и снимки - публикувана през 1914, 1924 и 1930 г., като голяма част от собствените пари на Пиърсън плащат за нейното отпечатване. Биографията, направена „за да задоволя себе си и без оглед на традиционните стандарти, на нуждите на издателите или на вкусовете на четящата публика“, възхвалява живота, работата и наследството на Галтън. Пиърсън прогнозира, че Галтън, а не Чарлз Дарвин, ще бъде запомнен като най-удивителния внук на Erasmus Darwin .
Когато Галтън умира, той оставя своето имущество на Лондонския университет за Катедра по Евгеника. Пиърсън е първият титуляр на тази катедра — Катедрата по евгеника на Галтън , по-късно Катедрата по генетика на Галтън — в съответствие с желанието на Галтън. Той формира Департамента по Приложна статистика (с финансовата подкрепа на компанията Дрейпърс ), в който включва биометричните лаборатории и лабораториите на Галтън. Пиърсън остава в отдела до пенсионирането си през 1933 г. и продължава да работи до смъртта си в Колдхарбър, Съри на 27 април 1936 г.
Пиърсън е „ ревностен “ атеист и свободомислещ.

## Семейство
През 1890 г. Пиърсън се жени за Мария Шарп. Двойката има три деца: Сигрид Лотиша Пиърсън, Хелга Шарп Пиърсън и Егон Пиърсън, който сам става статистик и наследява баща си като ръководител на Отдела по Приложна статистика в Университетския колеж. Мария умира през 1928 г., а през 1929 г. Карл се жени за Маргарет Виктория Чайлд, сътрудничка в Биометричната лаборатория. Той и семейството му са живели на адрес "7 Well Road" в Хампстед, сега маркиран със синя табела .

## Айнщайн и Пиърсън
Когато през 1902 г. 23-годишният Алберт Айнщайн създава учебната група на Академия Олимпия, заедно с двамата си по-млади приятели Морис Соловин и Конрад Хабихт, първото му предложение за четене е Граматика на науката на ("The Grammar of Science") Пиърсън. Тази книга обхваща няколко теми, които по-късно стават част от теориите на Айнщайн и други учени. Пиърсън твърди, че законите на природата са относителни към способността за възприятие на наблюдателя. Необратимостта на природните процеси, твърди той, е чисто относителна концепция. Наблюдател, който пътува с точната скорост на светлината, би видял едно вечно "сега" или липса на движение. Той спекулира, че наблюдател, който пътува по-бързо от светлината, ще види обръщане на времето, подобно на кино филм, който се пуска назад. Пиърсън също обсъжда антиматерията, четвъртото измерение и бръчките във времето.
Относителността на Пиърсън се основава на идеализъм, в смисъл на идеи или картини в ума . „Има много признаци“, пише той, „че здравият идеализъм със сигурност замества, като основа за естествената философия, грубия материализъм на по-старите физици.“ (Предговор към второ издание, Граматиката на науката, "The Grammar of Science") Освен това той заявява: „...науката в действителност е класификация и анализ на съдържанието на ума. . ." „В интерес на истината областта на науката е много повече съзнание, отколкото външен свят.“ ( Пак там, гл. II, § 6) „По този начин законът в научен смисъл по същество е продукт на човешкия ум и няма значение извън човека.“ ( Пак там, гл. III, § 4)

## Политика и евгеника
Евгеник, който прилага своя социален дарвинизъм към цели нации, Пиърсън вижда войната срещу „нисшите раси“ като логично следствие от теорията за еволюцията. „Моят възглед – и мисля, че може да се нарече научен възглед за една нация“, пише той, „е този за организирано цяло, поддържано на висока степен на вътрешна ефективност, като се гарантира, че числеността му е значително набрана от по-добрите запаси и се поддържа висока степен на външна ефективност чрез състезание, главно чрез война с по-низши раси." Той разсъждава, че ако теорията на Август Вайсман за зародишната плазма е вярна, нацията пилее пари, когато се опитва да подобри хората, които произхождат от беден произход.
Вайсман твърди, че придобитите характеристики не могат да бъдат унаследени. Следователно обучението е от полза само за обученото поколение. Децата няма да проявят усвоените подобрения и на свой ред ще трябва да бъдат подобрени. „Нито един дегенерирал и немощен род няма да бъде превърнат в здрав род от натрупаните ефекти от образованието, добрите закони и санитарната среда. Такива средства могат да направят отделните членове на групата годни, ако не и силни членове на обществото, но същият процес ще трябва да бъде преминаван отново и отново и с тяхното потомство, и то във все по-широки кръгове, ако групата, поради условията, в които обществото я е поставило, е в състояние да увеличи числеността си."
„Историята ми показва един и само един начин, по който е постигнато високо ниво на цивилизация, а именно борбата между расите и оцеляването на физически и умствено по-здравата раса. Ако искате да знаете дали низшите човешки раси могат да развият по-висш тип, опасявам се, че единственият начин е да ги оставите да се бият помежду си и дори тогава борбата за съществуване между индивид и индивид, между племе и племе, може да не бъде подкрепено от този физически подбор поради конкретен климат, от който вероятно зависи толкова много успеха на арийците.“
Преживе Пиърсън е известен като виден „ свободомислещ “ и социалист. Той изнася лекции по въпроси като „ женския въпрос “ (това е епохата на суфражисткото движение в Обединеното кралство) и върху Карл Маркс . Неговият ангажимент към социализма и неговите идеали го карат да откаже предложението да бъде създаден OBE ( Офицер на Ордена на Британската империя ) през 1920 г., както и рицарство през 1935 г.
В Мита за еврейската раса ("The Myth of the Jewish Race") Рафаел и Дженифър Патаи цитират възражението на Карл Пиърсън от 1925 г. (в първия брой на списанието Annals of Eugenics, което той основава) срещу еврейската имиграция във Великобритания. Пиърсън твърди, че тези имигранти „ще се превърнат в паразитна раса. [. . . ] Средно погледнато, и по отношение на двата пола, това чуждо еврейско население е донякъде по-низшо физически и умствено от местното население."

Заключителните бележки на Пиърсън при оттеглянето му от поста редактор на Annals of Eugenics показват усещане за провал на целта му да използва научното изследване на евгениката като ръководство за морално поведение и обществена политика.
| „ | През двадесет и двете години, в които заемах поста на професор Галтън, се стремях да докажа, че евгениката може да се развива като академично изследване, и на второ място, че заключенията, направени от това изследване, могат да се превърнат в основа за социална пропаганда само когато има солидни научни основания, на които да се основават нашите преценки и в резултат на това нашите мнения за моралното поведение. Дори и в наши дни има твърде много общи впечатления, извлечени от ограничен или твърде често погрешно интерпретиран опит, както и твърде много недостатъчно доказани и твърде слабо приети теории, за да може всяка нация да пристъпи прибързано към неограничено евгенично законодателство. Това твърдение обаче не бива да се приема като оправдание за спиране за неопределено време на всички евгенични учения и всяка форма на общи действия по въпросите на пола. | “ |

През юни 2020 г. UCL обяви, че преименува две сгради, които са кръстени на Пиърсън, поради връзката му с евгениката.

## Принос към биометрията
Карл Пиърсън е важен за основаването на школата на биометрията, която е конкурентна теория за описване на еволюцията и наследяването на населението в началото на 20-ти век. Неговата серия от осемнадесет статии „Математически приноси към теорията на еволюцията“ го утвърждава като основател на биометричната школа за наследство. Всъщност Пиърсън посвещава много време през 1893 до 1904 г. на разработването на статистически техники за биометрия. Тези техники, които днес се използват широко за статистически анализи, включват Теста хи-квадрат, Стандартното отклонение и Коефициентите на корелация и регресия . Законът на Пиърсън за наследствеността на предците гласи, че зародишната плазма се състои от наследствени елементи, унаследени от родителите, както и от по-далечни предци, чийто дял варира за различните признаци. Карл Пиърсън е последовател на Галтън и въпреки че двамата се различават в някои отношения, Пиърсън използва значителна част от статистическите му концепции при формулирането на биометричната школа за наследяване, като например Закона за регресията. Биометричната школа, за разлика от менделците, се фокусира не върху предоставянето на механизъм за унаследяване, а по-скоро върху предоставянето на математическо описание на наследството, което не е причинно-следствено по природа. Докато Галтън предлага прекъсната теория за еволюцията, в която видовете ще трябва да се променят чрез големи скокове, а не чрез малки промени, натрупани с времето, Пиърсън сочи недостатъци в аргумента на Галтън и всъщност използва идеите му, за да продължи една непрекъсната теория за еволюцията, докато менделците предпочитат прекъсната теория. Докато Галтън се съсредоточава основно върху прилагането на статистически методи за изследване на наследствеността, Пиърсън и колегата му Уелдън разширяват статистическите разсъждения в областите на наследяване, вариации, корелация и естествен и полов подбор.
За Пиърсън теорията на еволюцията не е имала за цел да идентифицира биологичен механизъм, който обяснява моделите на унаследяване, докато теорията на Мендел постулира гена като механизъм за наследяване. Пиърсън критикува Бейтсън и други биолози за неуспеха им да възприемат биометрични техники в своето изследване на еволюцията. Пиърсън критикува биолозите, които не се съсредоточават върху статистическата валидност на своите теории, заявявайки, че "преди да можем да приемем [която и да е причина за прогресивна промяна] като фактор, трябва не само да сме показали неговата правдоподобност, но ако е възможно да сме демонстрирали количествената му способност" Биолозите се поддават на „почти метафизични спекулации относно причините за наследствеността“, които заменят процеса на събиране на експериментални данни, който всъщност може да позволи на учените да стеснят потенциалните теории.
За Пиърсън законите на природата са полезни за правене на точни прогнози и за кратко описание на тенденциите в наблюдаваните данни. Причинно-следствената връзка е опитът, „че определена последователност се е случила и се е повторила в миналото“. По този начин идентифицирането на конкретен механизъм на генетиката не е достойно занимание на биолозите, които вместо това трябва да се съсредоточат върху математически описания на емпирични данни. Това отчасти довежда до ожесточен дебат между биометриците и менделците, включително Бейтсън . След като Бейтсън отхвърля един от ръкописите на Пиърсън, който описва нова теория за променливостта на потомството или хомотипоза, Пиърсън и Уелдън създават Биометрика през 1902 г. Въпреки че биометричният подход към наследяването в крайна сметка отстъпва на Менделския, техниките, разработени от Пиърсън и биометриците по това време, са жизненоважни за изследванията на биологията и еволюцията днес.

## Награди
Пиърсън постига широко признание в редица дисциплини и неговото членство и награди от различни професионални организации отразява това:
- 1896: избран за FRS : член на Кралското общество
- 1898: награден с Медал Дарвин
- 1911: удостоен с почетната степен LLD от университета Сейнт Андрюс
- 1911: присъдена Докторска степен от Лондонския университет
- 1920: предложен (и отказано от Пиърсън) OBE
- 1932: награден с медал „Рудолф Вирхов“ от Berliner Anthropologische Gesellschaft
- 1935: предложено (и отказано от Пиърсън) рицарство

Избран е и за почетен сътрудник на Кингс Колидж, Кеймбридж, Кралското дружество в Единбург, Университетски колеж Лондон и Кралското медицинско дружество, както и член на Клуба на актюерите. На 23 март 2007 г. в Лондон се провежда конференция по случай 150-годишнината от рождението му.

## Принос към статистиката
Работата на Пиърсън е всеобхватна в широкото приложение и развитие на математическата статистика и обхваща областите на биологията, епидемиологията, антропометрията, медицината, психологията и социалната история. През 1901 г., заедно с Уелдън и Галтън, той основава списанието Биометрика, чиято цел е развитието на статистическата теория. Той редактира това списание до смъртта си. Сред онези, които помагат на Пиърсън в неговите изследвания, са редица жени математици, включително Беатрис Мейбъл Кейв-Браун-Кейв, Франсис Кейв-Браун-Кейв и Алис Лий . Той също така основава списанието Annals of Eugenics (сега Annals of Human Genetics ) през 1925 г. Той публикува Изследователските мемоари на компанията Дрейпърс до голяма степен, за да предостави запис на резултатите от Департамента по Приложна статистика, които не са публикувани другаде.
Мисленето на Пиърсън е в основата на много от „класическите“ статистически методи, които се използват широко днес. Примери за неговия принос са:
- Коефициент на корелация . Коефициентът на корелация (разработен за първи път от Огюст Браве .[37][38] и Франсис Галтън ) е дефиниран като продукт-момент и е изследвана връзката му с линейната регресия .[39]
- Метод на моментите . Пиърсън въвежда моменти, концепция, заимствана от физиката, като описателна статистика и за приспособяване на разпределения към проби.
- Система от непрекъснати криви на Пиърсън . Система от непрекъснати едномерни вероятностни разпределения, които формират основата на вече конвенционалните непрекъснати вероятностни разпределения. Тъй като системата е завършена до четвъртия момент, тя е мощно допълнение към Пиърсъновия метод на моментите.
- Хи разстояние . Предшественик и специален случай на разстоянието Махаланобис .
- p-стойност . Дефинира се като вероятностна мярка на допълнението на топката с хипотетичната стойност като централна точка и хи разстояние като радиус.
- Основи на теорията за проверка на статистическите хипотези и теорията на статистическите решения . В основополагащия документ „Относно критерия...“ Пиърсън предлага тестване на валидността на хипотетичните стойности чрез оценяване на хи разстоянието между хипотетичните и емпирично наблюдаваните стойности чрез p-стойността, която беше предложена в същата статия . Използването на предварително зададени критерии за доказателство, така наречените алфа вероятности за грешка от тип I, по-късно беше предложено от Jerzy Neyman и Egon Pearson .[40]
- Хи-квадрат тест на Пиърсън . Тест на хипотеза, използващ нормално приближение за дискретни данни.
- Анализ на главните компоненти . Методът за напасване на линейно подпространство към многовариантни данни чрез минимизиране на хи разстоянията .[41]
- Първото въвеждане на хистограмата обикновено се приписва на Пиърсън.[42]

## Публикации
- Pearson, Karl (1880). The New Werther. C, Kegan Paul & Co.
- Pearson, Karl (1882). The Trinity: A Nineteenth Century Passion-play. Cambridge: E. Johnson.
- Pearson, Karl (1887). Die Fronica. Strassburg: K.J. Trübner
- Pearson, Karl (1887). The Moral Basis of Socialism. William Reeves, London.
- Pearson, Karl (1888). The Ethic of Freethought. London: T. Fisher Unwin. Rep. University Press of the Pacific, 2002.
- Pearson, Karl (1892). The Grammar of Science. London: Walter Scott. Dover Publications, 2004 ISBN 0-486-49581-7
- Pearson, Karl (1892). The New University for London: A Guide to its History and a Criticism of its Defects. London: T. Fisher Unwin.
- Pearson, K. Mathematical Contributions to the Theory of Evolution. III. Regression, Heredity and Panmixia //  Philosophical Transactions of the Royal Society of London 187.   1896. DOI:10.1098/rsta.1896.0007. с. 253–318.
- Pearson, Karl (1897). The Chances of Death and Other Studies in Evolution, 2 Vol. London: Edward Arnold.
- Pearson, Karl (1904). On the Theory of Contingency and its Relation to Association and Normal Correlation. London: Dulau & Co.
- Pearson, Karl (1905). On the General Theory of Skew Correlation and Non-linear Regression. London: Dulau & Co.
- Pearson, Karl (1906). A Mathematical Theory of Random Migration. London: Dulau & Co.
- Pearson, Karl (1907). Studies in National Deterioration. London: Dulau & Co.
- Pearson, Karl, & Pollard, A.F. Campbell (1907). An Experimental Study of the Stresses in Masonry Dams. London: Dulau & Co.
- Pearson, Karl (1907). A First Study of the Statistics of Pulmonary Tuberculosis. London: Dulau & Co.
- Pearson, Karl, & Barrington, Amy (1909). A First Study of the Inheritance of Vision and of the Relative Influence of Heredity and Environment on Sight. London: Dulau & Co.
- Pearson, Karl; Reynolds, W. D., & Stanton, W. F. (1909). On a Practical Theory of Elliptical and Pseudo-elliptical Arches, with Special Reference to the Ideal Masonry Arch.
- Pearson, Karl (1909). The Groundwork of Eugenics. London: Dulau & Co.
- Pearson, Karl (1909). The Scope and Importance to the State of the Science of National Eugenics. London: Dulau & Co.
- Pearson, Karl, & Barrington, Amy (1910). A Preliminary Study of Extreme Alcoholism in Adults. London: Dulau & Co.
- Pearson, Karl, & Elderton, Ethel M. (1910). A First Study of the Influence of Parental Alcoholism on the Physique and Ability of the Offspring. London: Dulau & Co.
- Pearson, Karl (1910). The Influence of Parental Alcoholism on the Physique and Ability of the Offspring: A Reply to the Cambridge Economists. London: Dulau & Co.
- Pearson, Karl, & Elderton, Ethel M. (1910). A Second Study of the Influence of Parental Alcoholism on the Physique and Ability of the Offspring. London: Dulau & Co.
- Pearson, Karl (1911). An Attempt to Correct some of the Misstatements Made by Sir Victor Horsley and Mary D. Sturge, M.D. in the Criticisms of the Galton Laboratory Memoir: A First Study of the Influence of Parental Alcoholism, &c. London: Dulau & Co.
- Pearson, Karl; Nettleship, Edward, & Usher, Charles (1911–1913). A Monograph on Albinism in Man, 2 Vol. London: Dulau & Co., Ltd.
- Pearson, Karl (1912). The Problem of Practical Eugenics. London: Dulau & Co.
- Pearson, Karl (1912). Tuberculosis, Heredity and Environment. London: Dulau & Co.
- Pearson, Karl (1913). On the Correlation of Fertility with Social Value: A Cooperative Study. London: Dulau & Co.
- Pearson, Karl, & Jaederholm, Gustav A. (1914). Mendelism and the Problem of Mental Defect, II: On the Continuity of Mental Defect. London: Dulau & Co.
- Pearson, Karl; Williams, M.H., & Bell, Julia (1914). A Statistical Study of Oral Temperatures in School Children Архив на оригинала от 2016-10-09 в Wayback Machine.. London: Dulau & Co.
- Pearson, Karl (1914-24-30). The Life, Letters and Labours of Francis Galton, 3 Vol. Cambridge University Press, Cambridge.
- Pearson, Karl (1915). Some Recent Misinterpretations of the Problem of Nurture and Nature. Cambridge University Press.
- Pearson, Karl; Young, A.W., & Elderton, Ethel (1918). On the Torsion Resulting from Flexure in Prisms with Cross-sections of Uni-axial Symmetry Only. Cambridge University Press.
- Pearson, Karl, & Bell, Julia (1919). A Study of the Long Bones of the English Skeleton. Cambridge: Cambridge University Press.
- Pearson, Karl (1920). The Science of Man: its Needs and its Prospects. Cambridge University Press.
- Pearson, Karl, & Karn, Mary Noel (1922). Study of the Data Provided by a Baby-clinic in a Large Manufacturing Town. Cambridge University Press.
- Pearson, Karl (1922). Francis Galton, 1822–1922: A Centenary Appreciation. Cambridge University Press.
- Pearson, Karl (1923). On the Relationship of Health to the Psychical and Physical Characters in School Children. Cambridge University Press.
- Pearson, Karl (1926). On the Skull and Portraits of George Buchanan. Edinburgh, London: Oliver & Boyd.

Статии
- Pearson, Karl. Maimonides and Spinoza //  Mind 8 (31).   1883. DOI:10.1093/mind/os-VIII.31.338. с. 338–353.
- Pearson, Karl. On a Certain Atomic Hypothesis //  Transactions of the Cambridge Philosophical Society 14.   1885. с. 71–120.
- Pearson, Karl. On Wöhler's Experiments on Alternating Stress //  The Messenger of Mathematics XX.   1890. с. 21–37.
- Pearson, Karl. Ether Squirts //  American Journal of Mathematics 13 (4).   1891. DOI:10.2307/2369570. с. 309–72.
- Pearson, Karl (1897). "On Telegony in Man," Proceedings of the Royal Society of London, Vol. LX, pp. 273–283.
- Pearson, Karl (1897). "On a Form of Spurious Correlation which May Arise when Indices are Used in the Measurement of Organs," Proceedings of the Royal Society of London, Vol. LX, pp. 489–502.
- Pearson, Karl. On the Reconstruction of the Stature of Prehistoric Races //  Philosophical Transactions of the Royal Society of London 192.   1899. DOI:10.1098/rsta.1899.0004. с. 169–243.
- Pearson, Karl и др. Genetic (Reproductive) Selection //  Philosophical Transactions of the Royal Society of London 192.   1899. DOI:10.1098/rsta.1899.0006. с. 257–330.
- Pearson, Karl, & Whiteley, M.A. (1899). "Data for the Problem of Evolution in Man, I: A First Study of the Variability and Correlation of the Hand," Proceedings of the Royal Society of London, Vol. LXV, pp. 126–151.
- Pearson, Karl, & Beeton, Mary (1899). "Data for the Problem of Evolution in Man, II: A First Study on the Inheritance of Longevity and the Selective Death-rate in Man," Proceedings of the Royal Society of London, Vol. LXV, pp. 290–305.
- Pearson, Karl (1900). "On the Law of Reversion," Proceedings of the Royal Society of London, Vol. LXVI, pp. 140–164.
- Pearson, Karl; Beeton, M., & Yule, G.U. (1900). "On the Correlation Between Duration of Life and the Number of Offspring," Proceedings of the Royal Society of London, Vol. LXVII, pp. 159–179.
- Pearson, Karl (1900). "On the Criterion that a Given System of Deviations from the Probable in the Case of a Correlated System of Variables is Such that it can be Reasonably Supposed to Have Arisen from Random Sampling," Philosophical Magazine, 5th Series, Vol. L, pp. 157–175.
- Pearson, Karl (1901). "On Lines and Planes of Closest Fit to Systems of Points in Space," Philosophical Magazine, 6th Series, Vol. II, pp. 559–572.
- Pearson, Karl (1902–1903). "The Law of Ancestral Heredity," Biometrika, Vol. II, pp. 221–229.
- Pearson, Karl (1903). "On a General Theory of the Method of False Position", Philosophical Magazine, 6th Series, Vol. 5, pp. 658–668.
- Pearson, Karl (1907). "On the Influence of Past Experience on Future Expectation," Philosophical Magazine, 6th Series, Vol. XIII, pp. 365–378.
- Pearson, Karl, & Gibson, Winifred (1907). "Further Considerations on the Correlations of Stellar Characters," Monthly Notices of the Royal Astronomical Society, Vol. LXVIII, pp. 415–448.
- Pearson, Karl. A Myth About Edward the Confessor //  The English Historical Review 25.   1910. DOI:10.1093/ehr/xxv.xcix.517. с. 517–520.
- Pearson, Karl. The Problems of Anthropology //  The Scientific Monthly 11 (5).   1920. с. 451–458.
- Pearson, Karl (1930). "On a New Theory of Progressive Evolution," Annals of Eugenics, Vol. IV, Nos. 1–2, pp. 1–40.
- Pearson, Karl (1931). "On the Inheritance of Mental Disease," Annals of Eugenics, Vol. IV, Nos. 3–4, pp. 362–380.

Разни
- Пиърсън, Карл (1885). Здравият разум на точните науки . Лондон: Kegan, Paul, Trench & Co. (редактор).
- Пиърсън, Карл (1886–1893). История на теорията на еластичността и на якостта на материалите от Галилей до наши дни, том. 2, том. 3 . Cambridge University Press (редактор).
  - Пиърсън, Карл (1889). Еластични изследвания на Barré de Saint-Venant . Cambridge University Press (редактор).
- Пиърсън, Карл (1888). Позитивното верую на свободомислието: с някои забележки относно връзката на свободомислието със социализма. Да бъдеш лекция, изнесена в South Place Institute . Лондон: Уилям Рийвс.
- Пиърсън, Карл (1901). Националният живот от гледна точка на науката: Обръщение, произнесено в Нюкасъл . Лондон: Адам и Чарлз Блек.
- Пиърсън, Карл (1908). Второ проучване на статистиката на белодробната туберкулоза: брачна инфекция . Лондон: Dulau & Co. (редактор).
- Пиърсън, Карл (1910). Природа и възпитание, проблемът на бъдещето: Президентско обръщение . Лондон: Dulau & Co.
- Пиърсън, Карл (1911). Академичният аспект на науката евгеника: Лекция, изнесена пред студенти . Лондон: Dulau & Co.
- Пиърсън, Карл (1912). Съкровищница на човешкото наследство, 2 том . Dulau & Co., Лондон (редактор).
- Пиърсън, Карл (1912). Евгеника и обществено здраве: Обръщение към служителите в общественото здравеопазване . Лондон: Dulau & Co.
- Пиърсън, Карл (1912). Дарвинизъм, медицински прогрес и евгеника. Лекцията на Кавендиш: Обръщение към медицинската професия . Лондон: Dulau & Co.
- Пиърсън, Карл (1912). Социални проблеми, тяхното лечение, минало, настояще и бъдеще: Лекция . Лондон: Dulau & Co.
- Пиърсън, Карл (1914). Относно увреждането на първородния: като лекция, изнесена в лабораторията Галтън . Лондон: Dulau & Co.
- Пиърсън, Карл (1914). Таблици за статистици и биометрици . Кеймбридж: Cambridge University Press (редактор).
- Пиърсън, Карл (1919–22). Трактати за компютри . Cambridge University Press (редактор).
- Пиърсън, Карл (1921). Странични светлини върху еволюцията на човека: Да бъдеш лекция, изнесена в Кралския институт . Cambridge University Press.
- Пиърсън, Карл (1922). Таблици на непълната Γ-функция . Лондон: Pub. за отдела за научни и промишлени изследвания от HM Stationery Office.
- Пиърсън, Карл (1923). Чарлз Дарвин, 1809–1882: Признание. Да бъдеш лекция, изнесена пред учителите от Лондонския окръжен съвет . Cambridge University Press.
- Пиърсън, Карл (1927). Правото на нероденото дете: Да бъдеш лекция, изнесена... пред учители от училищата на Лондонския окръжен съвет . Cambridge University Press.
- Пиърсън, Карл (1934). Таблици на непълната бета функция . Cambridge University Press. второ изд., 1968 (редактор).

## Допълнителна информация
- Айзенхарт, Чърчил (1974). Речник на научната биография, 10, Ню Йорк: Синовете на Чарлз Скрибнър, стр. 447–473.
- Pearson, ES (1938). Карл Пиърсън: Оценка на някои аспекти от живота и работата му . Cambridge University Press.
- Портър, ТМ (2004). Карл Пиърсън: Научният живот в една статистическа епоха, Princeton University Press.ISBN 978-0-691-12635-7ISBN 978-0-691-12635-7 .